# Мечеть Гаджі-Новруз-Алі-бека
Мечеть Гаджі-Новруз-Алі-бека (вірм. Հաջի-Նովրուզ-Ալի-բեկի մզկիթ; азерб. Novruzəli bəy məscidi) — колишня мечеть у кварталі Шаар (за іншими даними — у кварталі Демірбулаг) міста Єревана.
Мечеть Гаджі-Новруз-Алі-бека за своїм планом була схожа на іншу мечеть в цьому кварталі — Залхана.
Нині в Єревані є тільки одна — Блакитна мечеть.